# داسکابات
داسکابات (به چکی: Daskabát) یک منطقهٔ مسکونی در جمهوری چک است که در ناحیه اولومووتس واقع شده‌است. داسکابات ۵٫۸۳ کیلومتر مربع مساحت و ۵۹۹ نفر جمعیت دارد و ۳۳۷ متر بالاتر از سطح دریا واقع شده‌است.